# خافيير ماكفرلين
خافيير ماكفرلين (بالإسبانية: Javier McFarlane) هو منافس ألعاب قوى بيروفي، ولد في 21 أكتوبر 1991 في ليما في بيرو.

## وصلات خارجية
- خافيير ماكفرلين على موقع الاتحاد الدولي لألعاب القوى (الإنجليزية)